# Липнязька волость
Липнязька волость — адміністративно-територіальна одиниця Єлизаветградського повіту Херсонської губернії.
Станом на 1886 рік складалася з єдиного поселення, єдиної сільської громади. Населення — 3451 особа (1757 чоловічої статі та 1696 — жіночої), 664 дворових господарств.
|                     | Площа, десятин | У тому числі орної, дес. |
| ------------------- | -------------- | ------------------------ |
| Сільських громад    | 7274           | 6964                     |
| Приватної власності | —              | —                        |
| Казенної власності  | 1497           | 590                      |
| Іншої власності     | 49             | 30                       |
| Загалом             | 32274          | 10554                    |

Єдине поселення волості:
- Липняжка — село при річці р. Сухий Ташлик за 105 верст від повітового міста, 3459 осіб, 664 двори, православна церква, школа, винний склад. За 7 верст — сукновальня.